# Kerlina diskografija
Kerlina diskografija obuhvaća jedan studijski album. Objavila je četiri singlova (od kojih su najzapaženiji "Walking on Air" i "Tea Party"), jedan EP te četiri spoteva.
Nakon pobjede 2002. godine na estonskom glazbenom natjecaju potpisuje ugovor. Nakon dvije godine neuspjeha prijavljuje se na estonskom prenatjecaju za Euroviziju, Eurolaulu i završi kao druga. Kasnije potpisuje ugovor s diskografskom kućom The Island Def Jam Music Group. Dok je radila na svom prvom studijskom albumu u listopadu 2007. godine objavila je svoj prvi službeni EP, Kerli. Godinu dana kasnije objavljuje svoj prvi studijski album Love Is Dead.

## Albumi

### Studijski albumi
| 2008.                                                                                             | Love Is Dead - Prvi studijski album - Objavljen: 8. srpnja 2008. | 1 | 126 | 61 | 52 | 92 | 64 | - Estonija: 5x platinasta | - Svijet: 264.000 |
| "—" znači da se album nije plasirao na određenoj ljestvici ili da nije objavljen na tom području. |                                                                  |   |     |    |    |    |    |                           |                   |

### EP-ovi
| Godina | Album                                            |
| ------ | ------------------------------------------------ |
| 2007.  | Kerli - Prvi EP - Objavljen: 16. listopada 2007. |

## Singlovi
| 2007.                                                                                                | "Love Is Dead"   | — | —  | —  | —  | —  | —  | —  | Love Is Dead |
| 2008.                                                                                                | "Walking on Air" | 1 | 35 | 32 | 75 | 25 | 20 | 37 | Love Is Dead |
| 2008.                                                                                                | "Creepshow"      | — | —  | —  | —  | —  | —  | —  | Love Is Dead |
| 2010.                                                                                                | "Tea Party"      | — | —  | —  | —  | —  | —  | —  | Almost Alice |
| "—" znači da se pjesma nije plasirala na određenoj ljestvici ili da nije objavljena na tom području. |                  |   |    |    |    |    |    |    |              |

### Promotivni singlovi
| 2009.                                                                                                | "Fragile"                                  | —  | —  | Love Is Dead |
| 2009.                                                                                                | "The Creationist" (feat. Cesare Cremonini) | 18 | 43 | —            |
| "—" znači da se pjesma nije plasirala na određenoj ljestvici ili da nije objavljena na tom području. |                                            |    |    |              |

## Ostale skladbe
| Godina | Skladba   | Album        | Bilješke          |
| ------ | --------- | ------------ | ----------------- |
| 2010.  | "Strange" | Almost Alice | feat. Tokio Hotel |

## Videospotovi
| Godina | Album        | Video            | Redatelj                       |
| ------ | ------------ | ---------------- | ------------------------------ |
| 2008.  | Love Is Dead | "Love Is Dead"   | Josh Mond                      |
| 2008.  | Love Is Dead | "Walking on Air" | Dan Shapiro Alex Topaller      |
| 2008.  | Love Is Dead | "Creepshow"      | Daniel Müntinen Jaagup Metsalu |
| 2010.  | Almost Alice | "Tea Party"      | Justin Harder                  |